# Луїджі Фаджоні
Луїджі Фаджоні (італ. Luigi Faggioni, 9 листопада 1909, Ла-Спеція — 23 травня 1991, К'яварі) — італійський військовик, учасник Другої світової війни, нагороджений Золотою медаллю «За військову доблесть».

## Біографія
Луїджі Фаджоні народився 9 листопада 1909 року в Ла-Спеції. Після закінчення Морського інституту в Генуї у 1928 році продовжив навчання у Військово-морській академії в Ліворно, яку закінчив у 1929 році. Ніс службу на борту есмінців. У 1931 році отримав звання молодшого лейтенанта.
Брав участь у другій італо-ефіопській війні на борту есмінця «Дзеффіро».
Працював викладачем у Школі корпусу військово-морських екіпажів (італ. Corpo degli equipaggi militari marittimi). У 1937 отримав звання лейтенанта і році був переведений до складу сил MAS, згодом був ад'ютантом адмірала Еудженіо Савойського. 
У 1940 році був переведений до складу 10-ї флотилії МАС. 
26 березня 1941 року брав участь в атаці на бухту Суда, де зосередились значні сили британського флоту. В результаті атаки начиненими вибухівкою човнами були пошкоджені  важкий крейсер «Йорк» (згодом добитий німецькою авіацією) та танкер «Періклус» (затонув під час спроби евакуації на ремонт).   
Проте всі шість італійських бойових плавців, в тому числі командир групи Луїджі Фаджоні, потрапили до полону. 
Після звільнення у 1944 році брав участь у війні проти нацистів. Згодом командував групами тральщиків. Отримав звання капітана II рангу, командував 1-ю ескадрою міноносців.
У 1956 році отримав звання капітана I рангу, керував Командою бойових плавців «Тезео Тезеї» (італ. Comando subacquei e incursori "Teseo Tesei"). З 1960 року працював у структурах міністерства оборон Італії. У 1963 році отримав звання контрадмірала, керував військово-морською базою в Ла-Спеції.
Після отримання звання дивізійного адмірала командував управлінням флоту на Сардинії. 
У 1970 році отримав звання адмірала  та був переведений в резерв флоту.
Помер у К'яварі 23 травня 1991 року.

## Нагороди
- Золота медаль «За військову доблесть»
- Великий офіцер ордена «За заслуги перед Італійською Республікою»